# Elecciones municipales de Cabo Verde de 2012
Las elecciones municipales de Cabo Verde de 2012 tuvieron lugar los días 1 y 22 de julio del mencionado año con el objetivo de renovar las autoridades locales de los veintidós municipios que componen el país africano. Se eligió a los 138 miembros de las Cámaras Municipales, así como los 340 miembros de las Asambleas Municipales. Fueron las sextas elecciones desde la instauración de los gobiernos locales autónomos en 1991, y las terceras y últimas bajo el gobierno de José María Neves.
El oficialista Partido Africano de la Independencia de Cabo Verde (PAICV) presentó listas en todos los municipios del país, mientras que el opositor Movimiento para la Democracia (MpD) presentó listas en veinte municipios y respaldó listas de «grupos independientes» en Sal y São Filipe. El tercer partido más grande del país, la Unión Caboverdiana Independiente y Democrática (UCID) presentó por primera vez listas fuera de su bastión en el municipio de São Vicente, pero la competencia continuó siendo mayormente bipartidista y casi todos los municipios vieron una contienda polarizada entre las dos fuerzas principales.
En última instancia, el MpD obtuvo un holgado triunfo con el 51,84 % de los votos (contando tanto los propios como los de las listas independientes que respaldó) contra el 41,67 % del PAICV y el 4,09 % de la UCID, mientras que el resto de los votos fueron a parar a otros partidos y listas independientes. En total, de los veintidós municipios, el MpD ganó en 14 y el PAICV en 8, lo que representó una pérdida de dos municipios para el gobierno respecto a las anteriores elecciones. Asimismo, el MpD retuvo el ayuntamiento de Praia, la capital y ciudad más poblada. La participación disminuyó drásticamente a un 69,04 % del electorado registrado, respecto al más de 80 % que había votado en las municipales anteriores.

## Reglas electorales

### Sistema electoral
Cada uno de los municipios caboverdianos tiene un poder ejecutivo encabezado por una Cámara Municipal colegiada, cuyo presidente (que debe ser uno de sus miembros) en la práctica actúa como «alcalde», y un poder legislativo representado por una Asamblea Municipal con poderes deliberativos. Los municipios con 30 000 habitantes eligen 21 escaños de la Asamblea Municipal y 9 camaristas. Los municipios con menos de 30.000 habitantes, pero más de 10 000, eligen 17 escaños de la Asamblea Municipal y 7 camaristas. Por último, los municipios con menos de 10 000 habitantes eligen 13 escaños de la Asamblea Municipal y 5 camaristas. Las Asambleas Municipales se eligen por representación proporcional por listas con distribución mediante sistema d'Hondt. Con respecto a la Cámara Municipal, si un partido logra mayoría absoluta de votos válidamente emitidos obtendrá la totalidad de los escaños, mientras que, si ningún partido logra esta mayoría, los escaños se distribuirán de manera proporcional entre los partidos por el mismo sistema que la Asamblea Municipal.
Todos los ciudadanos caboverdianos mayores de dieciocho años, así como los extranjeros y apátridas con residencia legal y habitual en Cabo Verde durante más de tres años antes de las elecciones, así como los ciudadanos portugueses legalmente establecidos en el territorio del archipiélago y debidamente empadronados cuentan con derecho a voto. Del mismo modo, aquellos que cumplan los requisitos para tener derecho a voto y los extranjeros o apátridas legalmente establecidos en Cabo Verde por al menos cinco años antes de las elecciones pueden ser candidatos a los órganos municipales del distrito en el que se encuentren registrados. Los partidos políticos pueden presentar listas de candidatos a los órganos municipales y, en principio, el cabeza de lista del partido para la Cámara Municipal se considera candidato a alcalde. Un grupo de ciudadanos no afiliados que logren reunir firmas de un 5 % de los electores registrados en el distrito pueden configurar un grupo independiente.
En 2005, se incrementó el número de municipios de diecisiete a veintidós: la isla de São Nicolau, que hasta entonces constituía una localidad única, se dividió entre los municipios de Tarrafal de São Nicolau y Ribeira Brava, mientras que en la isla de Santiago fueron creados São Lourenço dos Órgãos (dividiéndolo de Santa Cruz) y São Salvador do Mundo (dividiéndolo de Santa Catarina de Santiago). En Fogo, el municipio de Santa Catarina do Fogo se creó al dividirlo de São Filipe. El orden municipal caboverdiano saliente de estas divisiones permanece hasta la fecha.

### Cargos a elegir
| Municipio                  | Camaristas | Asambleístas |
| -------------------------- | ---------- | ------------ |
| Paul                       | 5          | 13           |
| Ribeira Grande             | 7          | 17           |
| Porto Novo                 | 7          | 17           |
| São Vicente                | 9          | 21           |
| Ribeira Brava              | 5          | 13           |
| Tarrafal de São Nicolau    | 5          | 13           |
| Sal                        | 7          | 17           |
| Boavista                   | 5          | 13           |
| Maio                       | 5          | 13           |
| Praia                      | 9          | 21           |
| Ribeira Grande de Santiago | 5          | 13           |
| São Domingos               | 7          | 17           |
| Santa Cruz                 | 7          | 17           |
| São Lourenço dos Órgãos    | 5          | 13           |
| Santa Catarina             | 9          | 21           |
| Santa Catarina do Fogo     | 5          | 13           |
| São Salvador do Mundo      | 7          | 17           |
| São Miguel                 | 7          | 17           |
| Tarrafal                   | 7          | 17           |
| Mosteiros                  | 5          | 13           |
| São Filipe                 | 7          | 17           |
| Brava                      | 5          | 13           |
| Total                      | 138        | 346          |

## Resultados

### Nivel general
|  | 47.60 % |

|  | 46.83 % |

|  | 2.57 % |

|  | 2.49 % |

|  | 1.67 % |

|  | 1.69 % |

|  | 51.84 % |

|  | 51.01 % |

|  | 43.97 % |

|  | 41.75 % |

|  | 4.09 % |

|  | 4.56 % |

|  | 1.34 % |

|  | 1.33 % |

|  | 0.36 % |

|  | 0.44 % |

|  | 0.46 % |

|  | 0.47 % |

|  | 0.18 % |

|  | 0.19 % |

|  | 0.16 % |

|  | 0.33 % |

|  | 0.12 % |

|  | 0.14 % |

|  | 97.56 % |

|  | 97.46 % |

|  | 1.38 % |

|  | 1.46 % |

|  | 1.06 % |

|  | 1.08 % |

|  | 100.00 % |

|  | 100.00 % |

|  | 69.04 % |

|  | 69.05 % |